# Arrondissement de Rakrang
Rakrang-guyŏk, l’Arrondissement de Rakrang (Hangeul : 락랑구역 Hanja : 樂浪區域), est l'un des 19 arrondissements de l'agglomération de Pyongyang. 

## Divisions administratives
L'arrondissement de Rakrang est constitué de vingt-et-un quartiers :
- Chongbaek 1 (hangeul : 정백 1동 hanja : 貞栢 1洞)
- Chongbaek 2 (hangeul : 정백 2동 hanja : 貞栢 2洞)
- Chongo 1 (hangeul : 정오 1동 hanja : 貞梧 1洞)
- Chongo 2 (hangeul : 정오 2동 hanja : 貞梧 2洞)
- Chungsong 1 (hangeul : 충성 1동 hanja : 忠誠 1洞)
- Chungsong 2 (hangeul : 충성 2동 hanja : 忠誠 2洞), 평양록산회사
- Chungsong 3 (hangeul : 충성 3동 hanja : 忠誠 3洞)
- Kwanmun 1 (hangeul : 관문 1동 hanja : 關門 1洞)
- Kwanmun 2 (hangeul : 관문 2동 hanja : 關門 2洞)
- Kwanmun 3 (hangeul : 관문 3동 hanja : 關門 3洞)
- Rakrang 1 (hangeul : 락랑 1동 hanja : 樂浪 1洞), anciennement (助王里)
- Rakrang 2 (hangeul : 락랑 2동 hanja : 樂浪 2洞), anciennement (助王里), où se trouve notamment l'Usine de Traitement des exportations Samilpo (Hangeul: 삼일포수출품가공공장), 조선대동강상사, 조선백호무역회사
- Rakrang 3 (hangeul : 락랑 3동 hanja : 樂浪 3洞), anciennement (助王里), 국제경제련합회사
- Sungri 1 (hangeul : 승리 1동 hanja : 勝利 1洞)
- Sungri 2 (hangeul : 승리 2동 hanja : 勝利 2洞), 조선양광회사, 조선울림무역회사
- Sungri 3 (hangeul : 승리 3동 hanja : 勝利 3洞)
- Tongil 1 (hangeul : 통일 1동 hanja : 統一 1洞)
- Tongil 2 (hangeul : 통일 2동 hanja : 統一 2洞), 조선오팔산무역회사(1)
- Tongsan (hangeul : 동산동 hanja : 東山洞), anciennement (松街洞)
- Tudan (hangeul : 두단동 hanja : 斗團洞)
- Wonam (hangeul : 원암동 hanja : 猿岩洞)

et de neuf hameaux :
- Chungdan (hangeul : 중단리 hanja : 中端里), 조선고려남진회사
- Kingol (hangeul : 긴골리 hanja : 긴골里)
- Kumdae (hangeul : 금대리 hanja : 今大里)
- Namsa (hangeul : 남사리 hanja : 南寺里)
- Posong (hangeul : 보성리 hanja : 甫城里)
- (L'île de) Pyokchi (hangeul : 벽지도리 hanja : 碧只島里)
- Ryongho (hangeul : 룡호리 hanja : 龍湖里)
- Ryuso (hangeul : 류소리 hanja : 柳巢里)
- Songnam (hangeul : 송남리 hanja : 松南里)

## Lieux importante
- Pyongyang Mullet Soup Restaurant dans le quartier de Chungsong
- Pyongyang Noodle Restaurant dans le quartier de Kwanmun
- Pont de Rakrang de 2x2 voies curviligne reliant les quartiers de Tongsan et Chongo de l'arrondissement de Rakrang aux quartiers de Yongje et Sanop de l'arrondissement des ponts de bateaux
- Site Révolutionnaire de l'îlot de Ssuk dans l'îlot de Ssuk dépendant administrativement du hameau de Chungdan.